# Rita Dove
Rita Frances Dove (Akron (Ohio), 28 de agosto de 1952) es una escritora, poeta y profesora afroamericana, miembro de la Academia de Poetas Americanos, PEN America, la Sociedad Filosófica Estadounidense, la Academia Estadounidense de las Artes y Ciencia. Es Poeta Laureada de los Estados Unidos.

## Biografía
Rita Frances Dove es hija de Ray Dove (primer químico afroamericano en trabajar para Goodyear)  y Elvira Elizabeth Dove (nacida Hord), siendo la segunda de cuatro hermanos. Durante su educación desarrolló el gusto por la poesía, la literatura alemana a la vez que estudiaba violonchelo. Sus padres la animaron en sus estudios escolares, en los que destacó, lo que le permitió obtener becas para continuar sus estudios. 
Se licenció en Artes por la Universidad de Miami en 1973.  De 1974 a 1975, estudió literatura alemana, en particular sobre teatro expresionista y Rainer Maria Rilke, en la Universidad Eberhard Karl en Tübingen, gracias a una beca Fulbright. Inscrita en el Taller de Escritores de Iowa en la Universidad de Iowa, obtuvo un diploma de Maestría en Bellas Artes en 1977.
Enseñó escritura creativa en la Universidad Estatal de Arizona de 1981 a 1989, y es catedrática de literatura inglesa en la Universidad de Virginia desde 1989.
Su carrera literaria comenzó con la publicación en 1980 de Yellow House on the Corner, un libro que alcanzó celebridad de inmediato. Siete años después, su libro Thomas y Beulah ganó el Premio Pulitzer. En 1993 fue nombrada Poeta Laureada en los Estados Unidos, lo que le dio un papel destacado como consultora de la Biblioteca del Congreso. Este nombramiento la convirtió en la autora más joven en ese puesto, y en la primera persona de ascendencia afroamericana en él.
Dejando a un lado su estilo lírico, su literatura revisita la historia de los afroamericanos y los Estados Unidos a través de los ojos de los negros.
Rita Dove vive en Charlottesville (en el estado de Virginia ), con su esposo, el escritor alemán Fred Viebahn.  La pareja tiene una hija, Aviva Dove-Viebahn.

### Doctora honoris causa
Es doctora honoris causa  por 25 centros universitarios: Universidad de Miami, Knox College, Instituto Tuskegee, Universidad de Washington en St. Louis, Universidad Case Western Reservey, Universidad de Akron, Universidad Estatal de Arizona, Boston College, Dartmouth College, Spelman College, Universidad de Pensilvania, Universidad de Carolina del Norte en Chapel Hill, Universidad de Notre-Dame-du-Lac, Universidad de Northeastern, Universidad Columbia, Universidad Estatal de Nueva York en Brockport, Washington y Lee University, Howard University, Pratt Institute, Skidmore College, Duke University, Emerson College, Universidad Emory y Universidad de Yale.

## Obras publicadas
- The Yellow House on the Corner, Carnegie-Mellon University Press, 1980
- Museum, Carnegie-Mellon University Press, 1983
- Fifth Sunday, Callaloo Fiction Series, 1985
- Thomas and Beulah, Carnegie-Mellon University Press, 1986
- Grace Notes, W. W. Norton & Company, 1989
- Through the Ivory Gate, Pantheon Books, 1992
- Selected Poems, Pantheon/Vintage, 1993
- Lady Freedom Among Us, Janus Press, 1994
- The Darker Face of the Earth, Story Line Press, 1994
- The Poet's World, Library of Congress, 1995
- Mother Love, W. W. Norton & Company, 1995
- Evening Primrose, Tunheim-Santrizos, 1998[20]
- On the Bus with Rosa Parks, W. W. Norton & Company, 1999[21]
- American Smooth, W. W. Norton & Company, 2004[22]
- Sonata Mulattica, W. W. Norton & Company, 2009 ; réédition de poche, W. W. Norton & Company, 2010,[23][24]
- Collected Poems: 1974-2004, W. W. Norton & Company, 2016,[25][26]

## Premios y distinciones
- 1987: Premio Pulitze r por Thomas y Beulah[27]
- 1996: Medalla Nacional de Humanidades (Premio Charles Frankel)[28]
- 1996: Premio Heinz en Artes y Humanidades[29]
- 1997: Barnes & Noble Writers for Writers Award[30]
- 1997: Sara Lee Frontrunner[31]
- 2001: Duke Ellington Lifetime Achievement Awar d[14]
- 2003: Premio de liderazgo Emily Couric[32][33]
- 2006: Premio Common Wealth Award of Distinguished Service[34]
- 2019: Premio Wallace Stevens de la Academia de Poetas Americanos[35]